# Nicholas Gonzalez
Nicholas Edward Gonzalez (ur. 3 stycznia 1976 w San Antonio) – amerykański aktor telewizyjny i filmowy, model meksykańskiego pochodzenia.

## Życiorys

### Wczesne lata
Urodził się i dorastał w San Antonio w Teksasie, jako syn Sylvii (z domu Sanchez) i Johna Gonzaleza. Uczęszczał do Centralnej Katolickiej Marianistycznej Szkoły Średniej w San Antonio. Jako nastolatek został finalistą wyścigów w Stanowych Mistrzostwach Teksaskich na milę i dwie mile. W 1994 studiował anglistykę na Uniwersytecie Stanforda w Kalifornii. W 1998 otrzymał licencjat i został zachęcony przez Almę Martinez, aktorkę i profesor uczelni, aby zostać profesjonalnym aktorem. Z jej pomocą związał się ze sceną teatralną w San Francisco. Jego zainteresowania i miłość do literatury, historii i poezji doprowadziły do podjęcia studiów na Uniwersytecie Oksfordzkim w Anglii i Trinity College w Dublinie, gdzie pisał pracę magisterską na temat Ulysses Jamesa Joyce`a.

### Kariera
W 1998 przeniósł się do Los Angeles, gdzie otrzymał niewielką rolę w sitcomie ABC Dharma i Greg (Dharma & Greg, 1998) z Jenną Elfman i Thomasem Gibsonem oraz sitcomie NBC Jeden świat (One World). Zagrał postać syna Andre Castro, syna Fidela Castro w telewizyjnym dramacie Moja kochana zabójczyni (My Little Assassin, 1999) u boku Joego Mantegny i Gabrielle Anwar. W operze mydlanej MTV Rozbieranie (Undressed, 1999) pojawił się jako Andy, homoseksualny yuppie.
Zadebiutował na kinowym ekranie w dreszczowcu Sceny zbrodni (Scenes of the Crime, 2001) z udziałem Jeffa Bridgesa, Jona Abrahamsa i Noaha Wyle. Użyczył swojego głosu młodemu Marco Polo w filmie animowanym Marco Polo: Powrót do Xanadu (Marco Polo: Return to Xanadu, 2001). Dorabiał także jako model, jego zdjęcia ukazały się w albumie fotografa Grega Gormana As I see It (2001, ISBN 978-1-57687-087-7). Znalazł się w obsadzie niezależnej komedii kryminalnej Spun (2002) z Meną Suvari, Mickeyem Rourkiem, Brittany Murphy i Johnem Leguizamo, film był prezentowany na Festiwalu Filmowym w Sundance. Popularność przyniosła mu rola Alex Santiago w serialu Showtime Resurrection Blvd. (2000-2002).

## Życie prywatne
Jest zwolennikiem praw zwierząt i rzecznikiem międzynarodowej organizacji Ludzie na rzecz Etycznego Traktowania Zwierząt.
Spotykał się z Reginą King (2007). W 2011 związał się z Kelsey Crane, którą poślubił 16 kwietnia 2016 w Los Angeles.

## Wybrana filmografia

### Filmy fabularne
- 2001: Marco Polo: Powrót do Xanadu (Marco Polo: Return to Xanadu) jako Młody Marco (głos)
- 2001: Sceny zbrodni (Scenes of the Crime) jako Marty
- 2002: Spun jako Angel
- 2003: Morze marzeń (Sea of Dreams) jako Sebastian
- 2004: Anakondy: Polowanie na krwawą orchideę (Anacondas: The Hunt for the Blood Orchid) jako dr Ben Douglas
- 2005: Wydział Venice Underground (Venice Underground) jako Jack
- 2005: Brudne sprawy (Dirty) jako Oficer Rodriguez
- 2005: Pięć etapów żałoby (5 Stages of Grief) jako Nick
- 2006: Splinter jako Detektyw Diaz
- 2006: Za linią wroga II: Oś zła (Behind Enemy Lines: Axis of Evil) jako Porucznik Rober James
- 2007: Rockaway jako Trae
- 2008: Przerwa świąteczna (Christmas Break) jako Nico

### Filmy TV
- 1999: Moja kochana zabójczyni (My Little Assassin) jako Andre Castro
- 2000: Księżniczka i Barrio Boy' (The Princess & the Barrio Boy') jako Sol Torres
- 2003: Ostrze (The Edge)

### Seriale TV
- 1998: Dharma i Greg (Dharma & Greg) jako Młody Juan
- 1999: Rozbieranie (Undressed) jako Andy
- 2000-2002: Resurrection Blvd. jako Alex Santiago
- 2001: Strażnik Teksasu (Walker, Texas Ranger) jako Juan Guerro
- 2002: Różowe lata siedemdziesiąte (That '70s Show) jako Thomas
- 2004: Amerykańska rodzina (American Family) jako Młody Conrado
- 2004: Prawo i porządek: sekcja specjalna (Law & Order: Special Victims Unit) jako Mike Sandoval
- 2004-2005: Życie na fali (The O.C.) jako DJ
- 2005: Zaklinacz Dusz (Ghost Whisperer) jako Teo de la Costa
- 2005: Prawo i porządek: sekcja specjalna (Law & Order: Special Victims Unit) jako detektyw Mike Sandoval
- 2006: Brzydula Betty (Ugly Betty) jako Carlo Medina
- 2006: Krok od domu (Close to Home) jako detektyw Jonathan Ortiz
- 2007: Nieuprwawniony projekt Liz Meriwether (Untitled Liz Meriwether Project) jako Adam Martinez
- 2007: Raines jako Julio Santiago
- 2007: Viva Laughlin jako Marcos Navarro
- 2007: Pro-Am Poker Equalizer
- 2007: Chirurdzy (Greys Anatomy) jako Clark West
- 2008: Prawdziwa krew (True Blood)
- 2008: Bracia i siostry (Brothers & Sisters) jako Mario
- 2009: CSI: Kryminalne zagadki Miami jako Alfonso Reyes
- 2009: Melrose Place jako detektyw James Rodriguez
- 2010: Podkomisarz Brenda Johnson jako Marc Torres
- 2011: Klinika w Tropikach (Off the Map) jako Mateo
- 2011: Gliniarz z Memphis jako Dominic
- 2011: Dwóch i pół jako Master Baker
- 2012-2013: Niskozatrudnieni jako Keith Powers
- 2016: Słodkie kłamstewka (Pretty Little Liars) jako Marco Furey
- 2017: The Good Doctor jako Neil Melendez